# St. Sebastian (Niedersalwey)

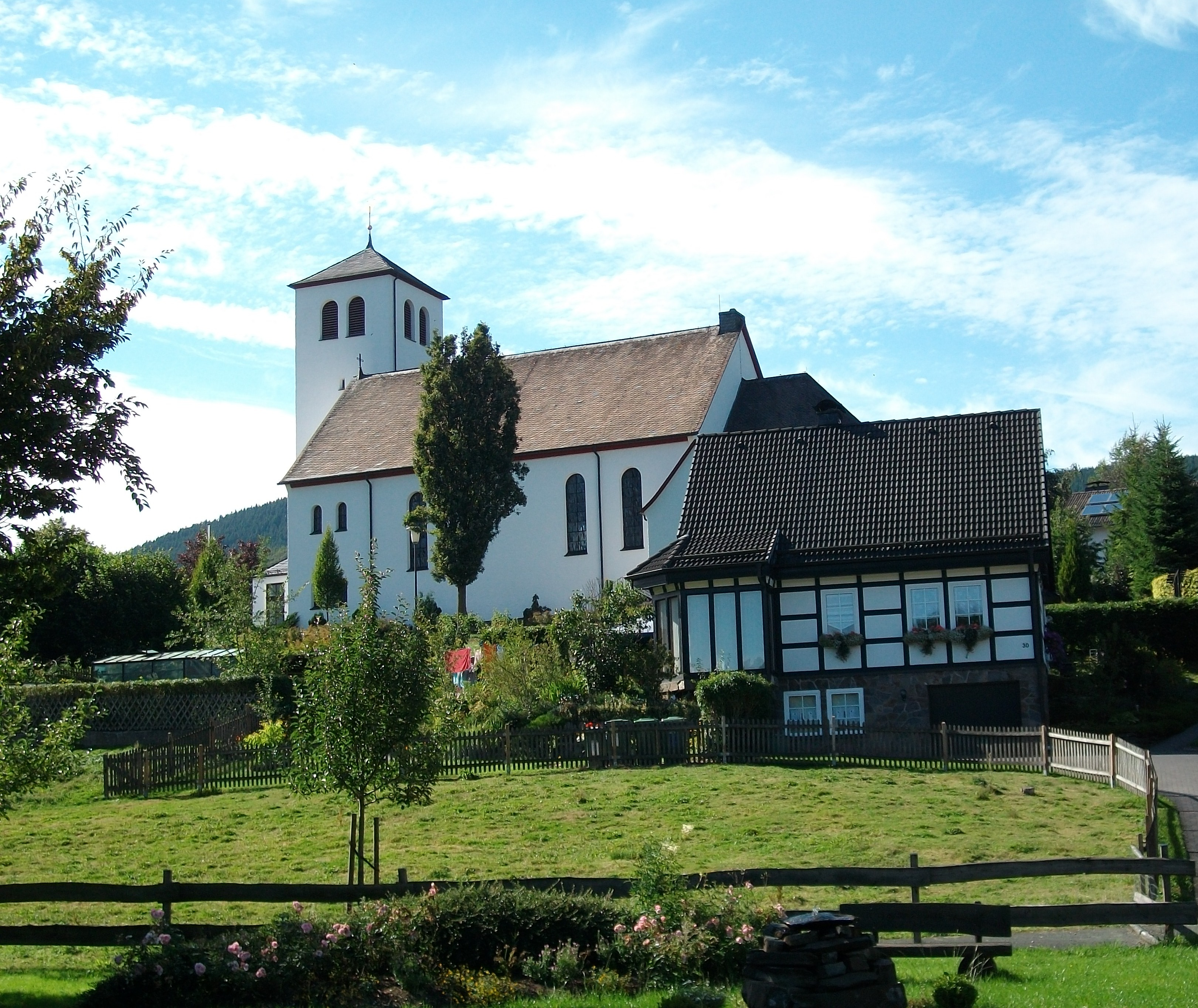
St. Sebastian (Niedersalwey)

Die römisch-katholische, denkmalgeschützte Pfarrkirche St. Sebastian steht in Niedersalwey, einem Ortsteil der Gemeinde Eslohe (Sauerland) im Hochsauerlandkreis von Nordrhein-Westfalen. Die Kirche gehört zum Pastoralverbund Esloher Land im Dekanat Hochsauerland-Mitte des Erzbistums Paderborn.

## Beschreibung
Die Grundsteinlegung für die neue Saalkirche, die die alte zu klein gewordene ersetzen sollte, war am 8. Juli 1956. Die Einweihung fand am 10. November 1957 statt. Sie besteht aus einem Langhaus, das mit einem Satteldach bedeckt ist, einem eingezogenen, halbrund geschlossenen Chor im Osten mit der Sakristei an der Südwand und einem Kirchturm an der Nordwestecke des Langhauses, der mit einem flachen Pyramidendach bedeckt ist. Sein oberstes Geschoss beherbergt hinter den als Biforien gestalteten Klangarkaden den Glockenstuhl, in dem drei Gussstahlglocken hängen. 
Nach den Richtlinien der Liturgiereform des Zweiten Vatikanischen Konzils wurden 1997 im Innenraum des Chors ein Volksaltar, ein Ambo, eine Stele für den Tabernakel und Sedilien aufgestellt. Zur Kirchenausstattung gehört auch ein barockes Altarretabel, das allerdings im 20. Jahrhundert umgestaltet wurde.